# Кортес-Акоста, Вальдо (боец)
Вальдо Кортес-Акоста (англ. Waldo Cortes-Acosta; род. 3 октября 1991 год, Фундасьон, Бараона, Доминиканская республика) — доминиканский боец смешанных боевых единоборств и также боксёр. Профессионал с 2018 года, на данный момент выступает в Ultimate Fighting Championship (UFC) в тяжёлом весе. Бывший чемпион LFA в тяжёлом весе. Занимает 6 строчку официального рейтинга UFC в тяжёлом весе.

## Биография
Кортес-Акоста родом из Бараоны и позже приехал в США, чтобы играть в бейсбол. Ранее он начал играть в бейсбол в своей стране и стал профессионалом. Но позже он начал заниматься боксом и смешанными единоборствами в возрасте 24 лет.
Кортес-Акоста тренировался в зале Tristar Gym вместе с Жоржем Сен-Пьером и начал с двух побед в профессиональных смешанных единоборствах.

## Карьера в смешанных единоборствах

### Ранняя карьера
Кортес-Акоста встретился с Мухаммедом ДеРизом 12 ноября 2021 года на турнире Bellator 271. Он выиграл бой единогласным решением судей.
В своем последнем бою перед DWCS Кортес-Акоста встретился с Томасом Петерсеном за титул чемпиона LFA в тяжелом весе 15 апреля 2022 года на LFA 129. Он выиграл бой техническим нокаутом в третьем раунде и завоевал титул чемпиона LFA.

### Dana White's Contender Series
2 августа 2022 года Кортес-Акоста встретился с Данило Сузартом за контракт с UFC на 2-й неделе 6-го сезона шоу Dana White's Contender Series 2 августа 2022 года. Он выиграл бой техническим нокаутом в первом раунде и получил контракт от Даны Уайта.

### Ultimate Fighting Championship
Получив контракт, Кортес-Акоста дебютировал в UFC на турнире UFC Fight Night: Каттар vs. Аллен против Джареда Вандераа 29 октября 2022 года. Он выиграл бой единогласным решением судей.
Кортес-Акоста встретился с Чейзом Шерманом 19 ноября 2022 года на турнире UFC Fight Night: Нзечукву vs. Куцелаба. Он выиграл бой единогласным решением судей.
Кортес-Акоста встретился с Маркусом Рожериу Де Лимой 29 апреля 2023 года на турнире UFC on ESPN: Сун vs. Симон. Он проиграл бой единогласным решением судей.
Кортес-Акоста встретился с Лукашем Бржески 26 августа 2023 года на турнире UFC Fight Night: Холлоуэй vs. Корейский зомби. Он выиграл бой нокаутом в первом раунде.
Кортес-Акоста встретился с Андреем Арловски 13 января 2024 года на турнире UFC Fight Night: Анкалаев vs. Уокер 2. Он выиграл бой единогласным решением судей.
Кортес-Акоста встретился с Робелисом Деспанье 11 мая 2024 года на турнире UFC on ESPN: Льюис vs. Насименту. Он выиграл бой единогласным решением судей.
Кортес-Акоста должен был встретиться с Крисом Барнеттом 12 октября 2024 года на турнире UFC Fight Night: Ройвал vs. Таира. Однако Кортес-Акоста снялся с боя по неизвестным причинам и был заменен Джуниором Тафой.
Кортес-Акоста встретился с бывшим чемпионом LFA в полутяжёлом весе Райаном Спэнном 15 марта 2025 года на турнире UFC Fight Night: Веттори vs. Долидзе 2. Он выиграл бой нокаутом во втором раунде.
23 августа предстоит бой с опасным нокаутером Сергеем Павловичем на турнире UFC Fight Night: Walker vs Zhang.

## Статистика в смешанных единоборствах
| Боёв 15  | Побед 14 | Поражений 1 |
| -------- | -------- | ----------- |
| Нокаутом | 6        | 0           |
| Сдачей   | 1        | 0           |
| Решением | 7        | 1           |

| Результат | Рекорд | Соперник               | Способ               | Турнир                                        | Дата            | Раунд | Время | Место                       | Примечание                                         |
| --------- | ------ | ---------------------- | -------------------- | --------------------------------------------- | --------------- | ----- | ----- | --------------------------- | -------------------------------------------------- |
| Победа    | 14–1   | Сергей Спивак          | Единогласное решение | UFC 316                                       | 7 июня 2025     | 3     | 5:00  | Ньюарк, Нью-Джерси, США     |                                                    |
| Победа    | 13–1   | Райан Спэнн            | KO (удары)           | UFC Fight Night: Веттори vs. Долидзе 2        | 15 марта 2025   | 2     | 4:48  | Лас-Вегас, Невада, США      |                                                    |
| Победа    | 12–1   | Робелис Деспанье       | Единогласное решение | UFC on ESPN: Льюис vs. Насименту              | 11 мая 2024     | 3     | 5:00  | Сент-Луис, Миссури, США     |                                                    |
| Победа    | 11–1   | Андрей Арловски        | Единогласное решение | UFC Fight Night: Анкалаев vs. Уокер 2         | 13 января 2024  | 3     | 5:00  | Лас-Вегас, Невада, США      |                                                    |
| Победа    | 10–1   | Лукаш Бжецки           | KO (удары)           | UFC Fight Night: Холлоуэй vs. Корейский зомби | 26 августа 2023 | 1     | 3:01  | Каланг, Сингапур            |                                                    |
| Поражение | 9–1    | Маркус Рожериу Де Лима | Единогласное решение | UFC on ESPN: Сун vs. Симон                    | 29 апреля 2023  | 3     | 5:00  | Лас-Вегас, Невада, США      |                                                    |
| Победа    | 9–0    | Чейз Шерман            | Единогласное решение | UFC Fight Night: Нзечукву vs. Куцелаба        | 19 ноября 2022  | 3     | 5:00  | Лас-Вегас, Невада, США      |                                                    |
| Победа    | 8–0    | Джаред Вандераа        | Единогласное решение | UFC Fight Night: Каттар vs. Аллен             | 29 октября 2022 | 3     | 5:00  | Лас-Вегас, Невада, США      |                                                    |
| Победа    | 7–0    | Данило Сузарт          | TKO (удары)          | Dana White's Contender Series 48              | 2 августа 2022  | 1     | 3:40  | Лас-Вегас, Невада, США      |                                                    |
| Победа    | 6–0    | Томас Петерсен         | TKO (удары)          | LFA 129                                       | 15 апреля 2022  | 3     | 4:53  | Прайор-Лейк, Миннесота, США | Завоевал титул чемпиона LFA в тяжелом весе         |
| Победа    | 5–0    | Деррик Уивер           | TKO (удары)          | LFA 124                                       | 11 февраля 2022 | 2     | 0:22  | Феникс, Аризона, США        |                                                    |
| Победа    | 4–0    | Мухаммед ДеРиз         | Единогласное решение | Bellator 271                                  | 12 ноября 2021  | 3     | 5:00  | Голливуд, Флорида, США      |                                                    |
| Победа    | 3–0    | Джордан Пауэлл         | Единогласное решение | Road to ONE: RUF 43                           | 29 августа 2021 | 3     | 5:00  | Феникс, Аризона, США        | Дорога в ONE Heavyweight tournament, четвертьфинал |
| Победа    | 2–0    | Эдисон Лопес           | Сдача (кимура)       | Road to ONE: RUF 42                           | 31 июля 2021    | 1     | 3:12  | Феникс, Аризона, США        | Дорога в ONE Heavyweight Tournament, первый раунд  |
| Победа    | 1–0    | Оделл Пантин           | KO (удар)            | Iron Boy MMA 11                               | 19 мая 2018     | 2     | 1:23  | Феникс, Аризона, США        | Дебют в тяжёлом весе                               |

## Статистика профессионального бокса
В таблице перечислены результаты всех поединков боксёров.
В каждой строке указан результат поединка. Дополнительно номер поединка обозначен цветом, который обозначает итог поединка. Расшифровка обозначений и цветов представлена в нижеследующей таблице.
| Пример | Расшифровка                     |
| ------ | ------------------------------- |
|        | Победа                          |
|        | Ничья                           |
|        | Поражение                       |
|        | Планируемый поединок            |
|        | Поединок признан несостоявшимся |
| КО     | Нокаут                          |
| ТКО    | Технический нокаут              |
| PTS    | Решение судей (по очкам)        |
| UD     | Единогласное решение судей      |
| MD     | Решение большинства судей       |
| SD     | Раздельное решение судей        |
| RTD    | Отказ от продолжения боя        |
| DQ     | Дисквалификация                 |
| NC     | Поединок признан несостоявшимся |